# Сизов, Владимир (спортсмен)
Владимир Петрович Сизов (англ. Vladimir Sizov; род. 07 февраля 1970, Протвино, Московская обл., СССР) — советский гимнаст и американский культурист (бодибилдер) и актёр. Чемпион России[когда?] и США по бодибилдингу.

## Биография
Владимир Сизов родился 7 февраля в 1970 году в Протвино, Московская обл., СССР. Учился в средней школе № 3 города Протвино.
В возрасте 7 лет начал заниматься гимнастикой. Занимался ею вплоть до 20 лет.
В возрасте 25 лет переехал жить в Америку, где со временем устроился работать в цирк. Стал посещать тренажёрные залы. Спустя 3 года проживания в Америке, решил принять участие в чемпионате Лас-Вегаса 1998 года, где завоевал 3 место. Получил Pro Card по бодибилдингу спустя 3 года после получения гражданства США.

### История выступлений
В 2008 году впервые выступил на чемпионате США, где занял 8-е место в категории до 102 кг. В 2009 году занял 4-место и через год, в 2010 год стал чемпионом США и получил профессиональную карту IFBB.
| Соревнование             | Место |
| ------------------------ | ----- |
| Флекс про 2011           | 8     |
| Тихуана Про 2011         | ?     |
| Флекс про 2012           | 8     |
| Европа Супершоу 2014     | 8     |
| Наследство Ферриньо 2014 | 13    |

### Фильмография
- 2011 — Воды слонам!— «Камео, цирковой артист»
- 2011 — Такие разные близнецы— «Эпизодическая роль»[5].
- 2012 — Джек Ричер — Влад.
- 2024 — Одинокие волки

## Цитаты и высказывания
«Никогда не думал, что буду жить в Америке. Если ли бы я не переехал в США, то работал бы, наверное, до сих пор в цирке. С 7 до 20 лет я занимался гимнастикой. После ухода из спорта передо мной стоял выбор — что делать? Как зарабатывать деньги? Что я могу? Ага, через голову крутиться. Где это можно применить? Разумеется, естественный выбор пал на цирк. Тем более, что мои друзья, которые до меня ушли из гимнастики, как раз в это время сколачивали свою команду. Работали над номером — воздушный полет под названием „Перезвоны“ — и позвали меня. Так и началась моя цирковая деятельность» 
.